# اسب سرخ (فیلم ۱۹۴۹)
اسب سرخ (انگلیسی: The Red Pony) فیلمی آمریکایی در سبک درام به کارگردانی لوئیس مایلستون است که در سال ۱۹۴۹ منتشر شد.

## بازیگران
- میرنا لوی
- رابرت میچام
- لوئیس کالهرن
- پیتر مایلز
- مارگارت همیلتون
- بیوهانکز بریجز